# The Bonfire of the Manatees
"The Bonfire of Manatees" é o primeiro episódio (Season premiere em inglês (idioma)) da 17ª Temporada da série de televisão americana Os Simpsons, que foi exibido originalmente nos Estados Unidos no canal da FOX, no dia 11 de Setembro de 2005. Escrito por Dan Greaney e dirigido por Mark Kirkland, o episódio contou com a participação especial de Alec Baldwin (como Caleb Thorn) e Joe Mantegna (como Tony Gordo).

## Sinopse
Quando Homer deixa Tony Gordo fazer um filme pornô em sua casa para compensar uma dívida em relação ao futebol, Marge decide ficar sozinha na praia, e conhece Caleb Thorn, um biólogo marinho que pretende salvar os manatis, e se apaixona por ele. Tentando recuperar o amor de Marge, Homer também tenta salvar os manatis, mas ele corre risco de vida, quando ele é atacado pela máfia e por uma gangue de jet-skiers.

## Produção
O episódio foi escrito por Dan Greaney e dirigido por Mark Kirkland. Alec Baldwin e Joe Mantegna atuaram no episódio. Tress MacNeille, Karl Wiedergott e Pamela Hayden atuaram no episódio como personagens secundários. Alec já tinha aparecido no episódio da décima temporada "Quando Nasce uma Fofoca", junto com Kim Bassinger e Ron Howard. As músicas "Car Wash", de Rose Royce e "Jingle Bells", de James Pierpont, foram usadas no episódio.

## Recepção
O episódio teve 11.1 milhões de telespectadores em sua exibição original e adquiriu 6.7 pontos no Nielsen Ratings. O site nohomers.net também faz uma votação sobre o episódio entre 1 a 5 estrelas e foi mais avaliado em 3 de 5 estrelas.